# HIStory/Ghosts
HIStory/Ghosts è un singolo di Michael Jackson pubblicato dalla Sony Music il 30 luglio del 1997 come secondo estratto dall'album Blood on the Dance Floor: HIStory in the Mix. Non è mai stato pubblicato negli USA ma arrivò nella top 5 nel Regno Unito e alla numero 3 in Italia.
Questo singolo è un doppio A-side con i remix di HIStory estratta dall'omonimo album e Ghosts tratta dall'album di remix Blood on the Dance Floor.

## Descrizione

### HIStory
Composta da Michael Jackson, James Harris III e Terry Lewis, la canzone parla delle ingiustizie e delle guerre nel mondo e di personaggi storici come Martin Luther King e Franklin Delano Roosevelt, ed è composta da vari cambi di stile e vari campionamenti di discorsi storici. La canzone include i cori dei Boyz II Men e del Andraé Crouch Singer Choir. La versione del singolo è stata remixata da Tony Moran e inserita nell'album Blood on the Dance Floor: HIStory in the Mix.
La canzone originale contiene diversi campionamenti; la prima versione del brano, pubblicata nel 1995, si apriva con una versione orchestrale di La grande porta di Kiev da Quadri di un'esposizione di Mussorgsky. Nelle successive ristampe dell'album, l'intro venne cambiato leggermente con un altro simile brano per orchestra mentre l'intro originale venne comunque usato da Jackson durante il suo HIStory World Tour: all'inizio dei concerti prima che l'astronave MJ-2040 apparisse sul palco; in una pausa durante l'esecuzione di They Don't Care About Us (scena utilizzata anche come immagine di copertina del singolo); nella parata delle bandiere prima di cantare la canzone HIStory. Tra le varie citazioni audio campionate ci sono il Rapporto Charles Lindbergh di Lowell Thomas, l'elogio a Robert Kennedy di Ted Kennedy, «Saluti ai bambini d'Inghilterra» della Principessa Elisabetta e La principessa Margaret, citazioni di frasi celebri come «I have a dream» di Martin Luther King, «I'm the greatest of all time» di Muhammad Ali e un discorso di Thomas Edison. All'inizio della canzone è inoltre possibile sentire un campionamento da un'intervista rilasciata da Michael Jackson quando era ancora bambino in cui dice:
(Michael Jackson, intervistato da bambino nei primi anni '70)

#### Videoclip diHIStory (Tony Moran's HIStory Lesson)
Fu girato anche un videoclip con immagini di repertorio in promozione al singolo, senza la presenza di Michael Jackson, all'epoca impegnato nell'imponente HIStory World Tour. Nel tour la canzone veniva eseguita per concludere i concerti tra bandiere di tutte le nazioni e fuochi d'artificio. Il video è ambientato in un ipotetico futuro dove una ragazza, attraverso la realtà virtuale, entra in un locale futuristico dove diverse persone ballano la canzone mentre sugli schermi appaiono immagini di repertorio di Jackson e di avvenimenti storici come lo sbarco sulla Luna o i discorsi di Martin Luther King e Robert Kennedy.

### Ghosts
Ghosts (detta anche Ghost) è la canzone trainante del singolo. Fu registrata inizialmente una prima versione demo nel 1990 per l'album Dangerous ma in seguito venne scartata dalla track list del disco. La canzone venne scritta e composta da Jackson e Teddy Riley e presenta sonorità all'avanguardia per gli anni novanta, vicine all'House e definita "Gothic Pop". Nominata da alcuni critici come «la nuova Thriller», Ghosts non raggiunse il successo e la fama del suo predecessore ed ebbe un impatto decisamente inferiore rispetto a Thriller nel 1983, soprattutto negli Stati Uniti, mentre in Europa, Asia e Australia il video venne presentato con grande successo in alcune anteprime esclusive nei cinema come ad esempio al Festival di Cannes 1997.

#### Videoclip di Ghosts
Per accompagnare il singolo venne realizzato un video di 40 minuti di lunghezza, entrato nel Guinness dei Primati per 16 anni come il video più lungo nella storia della musica, intitolato Michael Jackson's Ghosts. Parte del video era in realtà stato girato nel 1993 come video per la canzone Is This Scary (poi divenuta Is It Scary) che avrebbe dovuto far parte della colonna sonora del film La famiglia Addams 2 ma, a causa di problemi giudiziari di Jackson, il video e la canzone rimasero incompiuti fino al 1996. Jackson rimise mano al girato e lo completò pensando inizialmente di realizzarlo come video per 2 Bad, canzone dell'album HIStory. Infine inserì nel video anche le canzoni Ghosts e Is It Scary trasformandolo in un cortometraggio con tre canzoni. Per la sola Ghosts venne realizzata una "short version" (versione corta) del video, con vari montaggi dal cortometraggio, portandolo alla durata di 3:58 minuti, che è la durata del singolo.

## Tracce
CD maxisingle Limited Edition
Testi e musiche di Michael Jackson, James Harris III, Terry Lewis (HIStory); Michael Jackson, Teddy Riley (Ghosts).
1. HIStory (7" HIStory Lesson Edit) – 4:09
2. Ghosts (Mousse T's Radio Rock) – 4:25
3. Ghosts (Mousse T's Club Mix) – 6:03
4. Ghosts (Radio Edit) – 3:50
5. HIStory (T.M.'s Historical Dub) – 7:56

CD maxisingle
Testi e musiche di Michael Jackson, James Harris III, Terry Lewis (HIStory); Michael Jackson, Teddy Riley (Ghosts).
1. HIStory (7" HIStory Lesson Edit) – 4:08
2. HIStory (Mark!'s Radio Edit) – 4:16
3. HIStory (Mark!'s Vocal Club Mix) – 9:11
4. HIStory (The Ummah Radio Mix) – 5:00
5. HIStory (The Ummah DJ Mix) – 3:04
6. HIStory (The Ummah Main A Cappella) – 4:06
7. Ghosts (Radio Edit) – 3:50

## Successo commerciale
Il singolo entrò in classifica tra i primi dieci e i primi venti in più paesi. La vetta più alta la ebbe in Italia, dove raggiunse il 3º posto, mentre raggiunse il 4º posto in Spagna e il 5º posto in Gran Bretagna. Nei Paesi Bassi, Belgio e Svezia trascorse dalle diciassette alle diciotto settimane nelle classifiche. Non essendo stato pubblicato negli Stati Uniti, il singolo non entrò in nessuna classifica di Billboard.

## Classifiche

### Classifiche settimanali
| Classifica (1997) | Posizione massima |
| ----------------- | ----------------- |
| Australia         | 43                |
| Austria           | 36                |
| Belgio (Fiandre)  | 17                |
| Belgio (Vallonia) | 10                |
| Finlandia         | 16                |
| Francia           | 26                |
| Germania          | 14                |
| Irlanda           | 16                |
| Italia            | 3                 |
| Nuova Zelanda     | 29                |
| Paesi Bassi       | 14                |
| Regno Unito       | 5                 |
| Regno Unito (R&B) | 3                 |
| Spagna            | 4                 |
| Svezia            | 12                |
| Svizzera          | 16                |

### Classifiche di fine anno
| Classifica (1997) | Posizione |
| ----------------- | --------- |
| Belgio (Fiandre)  | 69        |
| Belgio (Vallonia) | 48        |
| Germania          | 58        |
| Paesi Bassi       | 75        |
| Svezia            | 86        |